# Muscat de Mireval
Le muscat de Mireval est un vin doux naturel produit dans le département français de l'Hérault en région Occitanie.

## Histoire

### Moyen Âge
En 1122, les premières traces de transaction attestent la présence de muscat à cette époque.
Dès le début du XVIe siècle, la culture de la vigne languedocienne étant devenue plus rentable que celle des céréales, les coteaux et les terrasses devinrent insuffisants. Dès 1520, les vignobles de Frontignan, Mireval et Vic-la-Gardiole descendirent en plaine. Ce fut à cette époque que François Rabelais trouva à Montpellier des « bons vins de Mirevaux et joyeuse compagnie », tandis qu'à Avignon, il rencontra des « femmes qui jouent volontiers du serre-croupière parce que c'est terre papale ».
Toujours au XVIe siècle, Guy de Chauliac reconnaît certaines vertus médicamenteuses au Muscat de Mireval.

### Période moderne
Au XIXe siècle, les producteurs se désinterressent du muscat pour se tourner vers le vin rouge, plus rentable à cette époque.
En 1886, le phylloxéra met en crise le vignoble et oblige d'en replanter une partie.

### Période contemporaine
Le Muscat de Mireval est protégé depuis le 28 décembre 1959 par une appellation d'origine contrôlée (VDN),

## Situation géographique

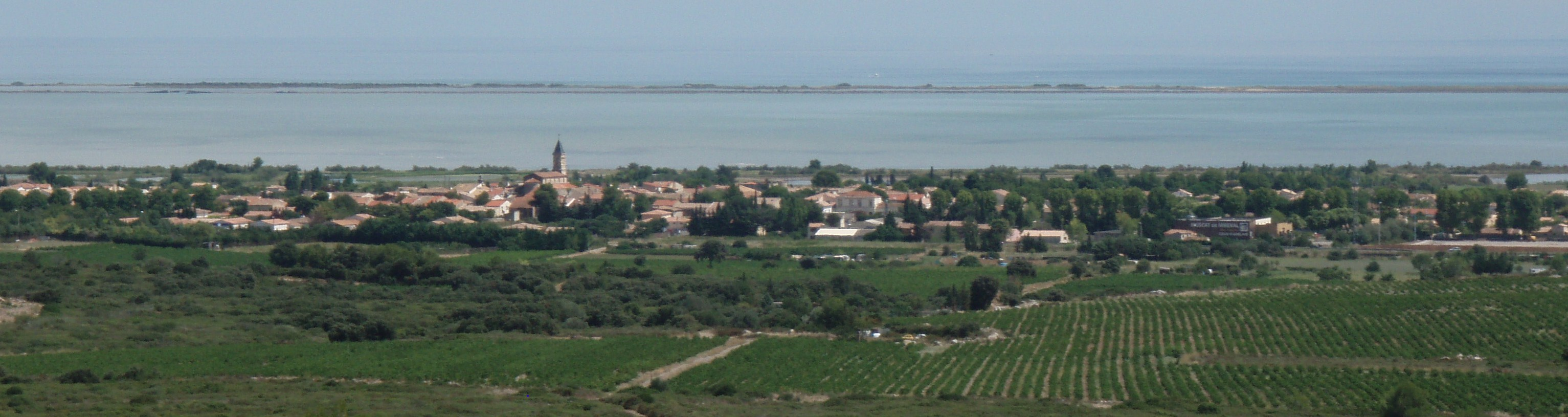
Mireval et une partie de son vignoble

Le vignoble est situé dans l'Hérault à mi-chemin entre Montpellier et Sète. Son terroir viticole jouxte celui du Muscat de Frontignan.

### Orographie
Les vignes sont plantées sur des pentes du massif de la Gardiole. Elles sont orientées Sud-Est et protégées par les collines des vents froids du nord.

### Géologie
Les sols qui affleurent datent du Kimméridgien et de l'Oxfordien. Ils sont composés d'une argile très ferrugineuse fortement colorée en rouge. Cette argile est mêlée à du calcaire. Dans la partie sud du vignoble le taux de calcium est extrêmement élevé, ce qui impose de recourir à des porte-greffes très résistants.

### Climatologie

Diagramme climatique de la station météorologique de Sète (période 1961-1990)

Le climat de Mireval est typiquement méditerranéen, caractérisé par des hivers doux et humides, des étés chauds et secs et des précipitations concentrées en automne et en hiver, souvent orageuses. La tramontane, vent du nord-ouest, s'y fait fréquemment sentir en hiver.
La moyenne des températures annuelles moyennes relevées à la station météorologique départementale de Sète, sur une période de trente ans (1961-1990) s'élève à 14,7 °C avec des moyennes maximales et minimales de 17,9 °C et 11,4 °C. Juillet est le mois le plus chaud avec une moyenne mensuelle de 19,1 °C et janvier le plus froid avec 4,7 °C. Les records de température ont été enregistrés à 39 °C le 11 juillet 2003 et −12,0 °C le 10 février 1956. Les gelées sont rares du fait de la proximité de la mer, mais se produisent périodiquement, rendant aléatoire la culture de plantes sensibles, tels les palmiers. 
L'ensoleillement annuel moyen est supérieur à 2500 heures.
La moyenne des précipitations annuelles est relativement basse, elle s'élève à 627 millimètres, avec une répartition inégale, les mois de juin, juillet et août étant les plus secs et la période allant d'octobre à mars la plus pluvieuse, le mois d'octobre recevant à lui seul 106 mm en moyenne, soit environ un sixième du total annuel.
La région est relativement venteuse, principalement du fait de la tramontane, vent froid et sec, fréquent en hiver et au printemps, qui souffle du nord-ouest. Ce vent, qui a franchi le seuil de Naurouze entre Pyrénées et Massif Central, y est cependant affaibli comparativement aux régions situés plus à l'ouest. C'est un vent sec, qui chasse les nuages, et augmente l'insolation et l'évaporation. Les vents de secteurs est / sud-est, marin et grec, sont des vents humides et doux qui soufflent de la mer et amènent la pluie. Ils s'accompagnent d'une houle parfois importante et peuvent être violents, dépassant les 130 km/h.

## Vignoble

### Présentation
Le vignoble s'étend sur les communes de Mireval et Vic-la-Gardiole.

### Encépagement

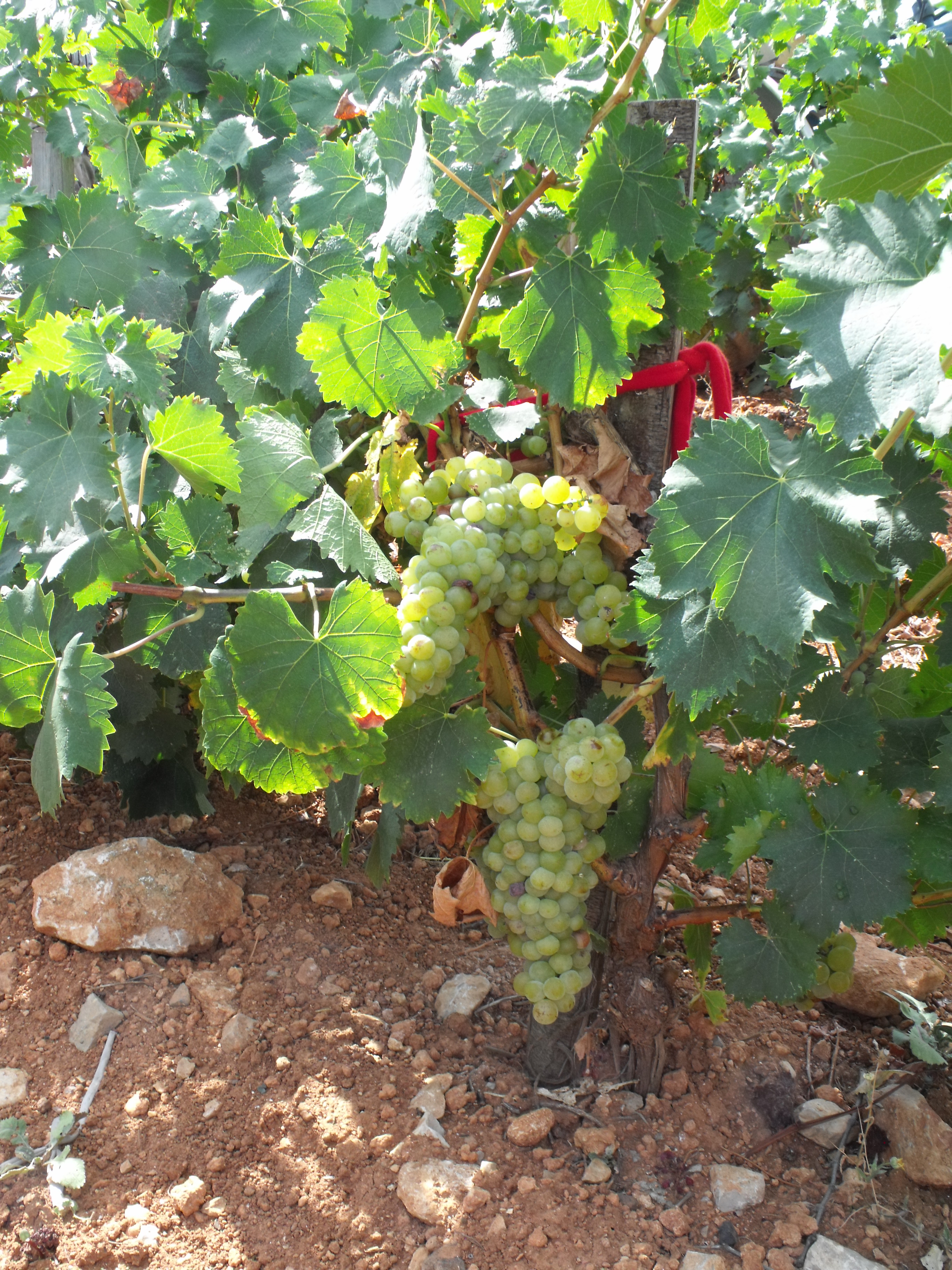
Grappe de Muscat

Seul le cépage muscat blanc à petits grains B est admis.

### Méthodes culturales et réglementaires
Le rendement de base est de 28 hl/ha. 

### Vinification et élevage
La règlementation exige au moins 252 grammes de sucre par litre. La fermentation alcoolique est stoppée par l'addition d'alcool à 95 %. Il doit alors rester au moins 125 grammes par litre de sucre dans le vin. 

### Terroir et vins
Le terroir de l'appellation est essentiellement caillouteux et sec. Les flancs de la Gardiole sont plus calcaires et la plaine littorale est plus argileuse à proximité des étangs. Les influences maritimes sont fortes, avec des températures estivales significativement plus fraiches que dans l'intérieur des terres lorsque le vent souffle depuis la mer. 

### Structure des exploitations
Entre la reconnaissance en appellation (1959) et le début des années 2000, le vignoble a été multiplié par six et a produit jusqu'à 8 000 hectolitres de vin avec soixante-dix producteurs (cave coopérative locale) et quelques vignerons indépendants qui commercialisent leur propre vins. Ces chiffres ont fortement chuté depuis le début des années 2000 sous la conjonction de plusieurs facteurs et notamment les départs à la retraite de viticulteurs et une focalisation croissante sur la qualité plutôt que sur les rendements. 

### Type de vins et gastronomie
C'est l'apéritif qui a fait la fortune du muscat de Mireval. Sucré, capiteux, long en bouche, il était consommé avant les repas. La dégustation du muscat s'est depuis diversifiée, en accompagnement du foie gras et de nombreux fromages forts à pâte molle (époisses, maroilles, munster ...). Le muscat sec, qui est vinifié comme un vin blanc, sans mutage à l'alcool, en fait un vin blanc typé et raffiné pour accompagner les fruits de mer, les poissons et les salades. La vinification en vin naturellement doux (sans mutage à l'alcool) produit un vin épicé faisant penser au Xérès et accompagne les repas de poissons ou de crustacés. 
Le muscat de Mireval intervient comme ingrédient dans de nombreuses recettes, et notamment pour la préparation du foie gras. Ses arômes muscaté et de raisin frais le font aussi intervenir dans la préparation de cocktails, amuse-gueules, potages, entrées, poissons et crustacés, volailles et viandes, légumes et desserts, dont les salades de fruit.  
La sauce au vin muscat est l'une des nombreuses déclinaisons culinaires de ce vin doux naturel. 

### Commercialisation
Les caves et domaines du muscat de Mireval sont notamment :
- Domaine de la Belle Dame (Cave Belle Dame)
- Cave coopérative Rabelais[9]
- Cave Aymes (Domaine du Moulinas)[10]
- Cave le Placard à Pinard[11]
- Domaine de la Capelle[12]
- Domaine de la Rencontre[13]
- Domaine Mas Jacquet[14]
- Domaine Le Clos de Miège[15]
- Domaine Mas Renée